# Baker Skateboards
Baker Skateboards is een bedrijf dat skateboards en wielen fabriceert. Het is opgericht door Andrew Reynolds in 2000.

## Geschiedenis
Andrew Reynolds startte als een professioneel skateboarder onder Birdhouse. In 1999 besloot hij om zijn eigen team te beginnen omdat volgens hem de meeste sponsoren niet het soort mens steunde als hij voor ogen had. Samen met Tony Hawk maakte hij plannen om een stel andere skateboarders mee te nemen als basis voor het team. De naam 'Baker' werd als naam gekozen voor het merk, wat staat voor 'Baked'. Inhoudelijk staat het voor mensen die roken, drugs ervaren, drinken en heel de dag skateboarden. Tijdens de perioden zijn er veel iconen op Baker ontstaan en door de vele skaters besloten Erik Ellington en Jim Greco hun eigen skateboardmerk te beginnen, genaamd: 'Deathwish'. 
Sinds enkele maanden zijn er wat wijzigingen in het Baker team om zowel ruimte te maken voor de jongeren en om skateboards uit de handel te halen die niet worden verkocht. Hierdoor zijn 4 skaters die als iconen werden gezien van het team afgehaald (Of het vrijwillig was is onduidelijk) :  
- Jeff Lenoce.
- Braydon Szafranski.
- Shane Heyl.
- Kevin 'Spanky' Long.

## Team
Pro: 
- Andrew Reynolds
- Dustin Dollin

## Video's
Baker heeft in de loop der jaren meerdere video's uitgebracht, waaronder:
- Baker Bootleg.
- Baker 2G.
- Summer tour 2001.
- Baker 3.
- Baker Has a Deathwish.
- Baker Has a Deathwish Summer Tour.
- Bake and Destroy.

Baker 3 is genomineerd voor Beste Video in de 8th Annual Transworld Skateboarding Awards.
Ridechannel promoot Baker met kleine video's op youtube. Deze bestaan uit :
' Trash Compactor ',
' Weekend Warriors ',
' Pile Out ', en
' Dumb Ass Park Footy '.